# Chungsuk
Chungsuk (né le 30 juillet 1294 et mort le 3 mai 1339) est le vingt-septième roi de la Corée de la dynastie Goryeo. Il a régné de 1313 à 1330 puis de 1332 à sa mort.